# Dietrich de Meissen
Dietrich I sau Theodoric I, supranumit cel Asuprit (n. 1162 – d. 18 februarie 1221), aparținând Casei de Wettin, a fost margraf de Meissen din 1198 și margraf de Luzacia (în germană Lausitz) din 1210 sub numele Dietrich al III-lea.

## Biografie
Dietrich a fost cel de al doilea fiu al margrafului Otto al II-lea de Meissen și al soției sale, Hedviga de Brandenburg. Dietrich s-a aflat în conflict cu fratele său mai tânăr, Albert cel Bătrân, ca urmare a faptului că mama sa îl convinsese pe Otto să modifice succesiunea, astfel încât Dietrich să primească titlul de margraf de Meissen, iar Albert pe cel de margraf de Weißenfels. Albert l-a capturat pe tatăl său pentru a-l sili să revină asupra deciziei în favoarea sa. După ce Otto a fost eliberat ca urmare a intervenției împăratului Frederic I Barbarossa, disputa a reizbucnit în 1190. Albert a reintrat în posesia Mărcii de Meissen preluându-l de la fratele său. Dietrich a încercat să recapete controlul asupra margrafiatului cu sprijinul landgrafului Herman I de Turingia, cu a cărui soră se căsătorise. În 1195 Albert a plecat într-un pelerinaj în Palestina.

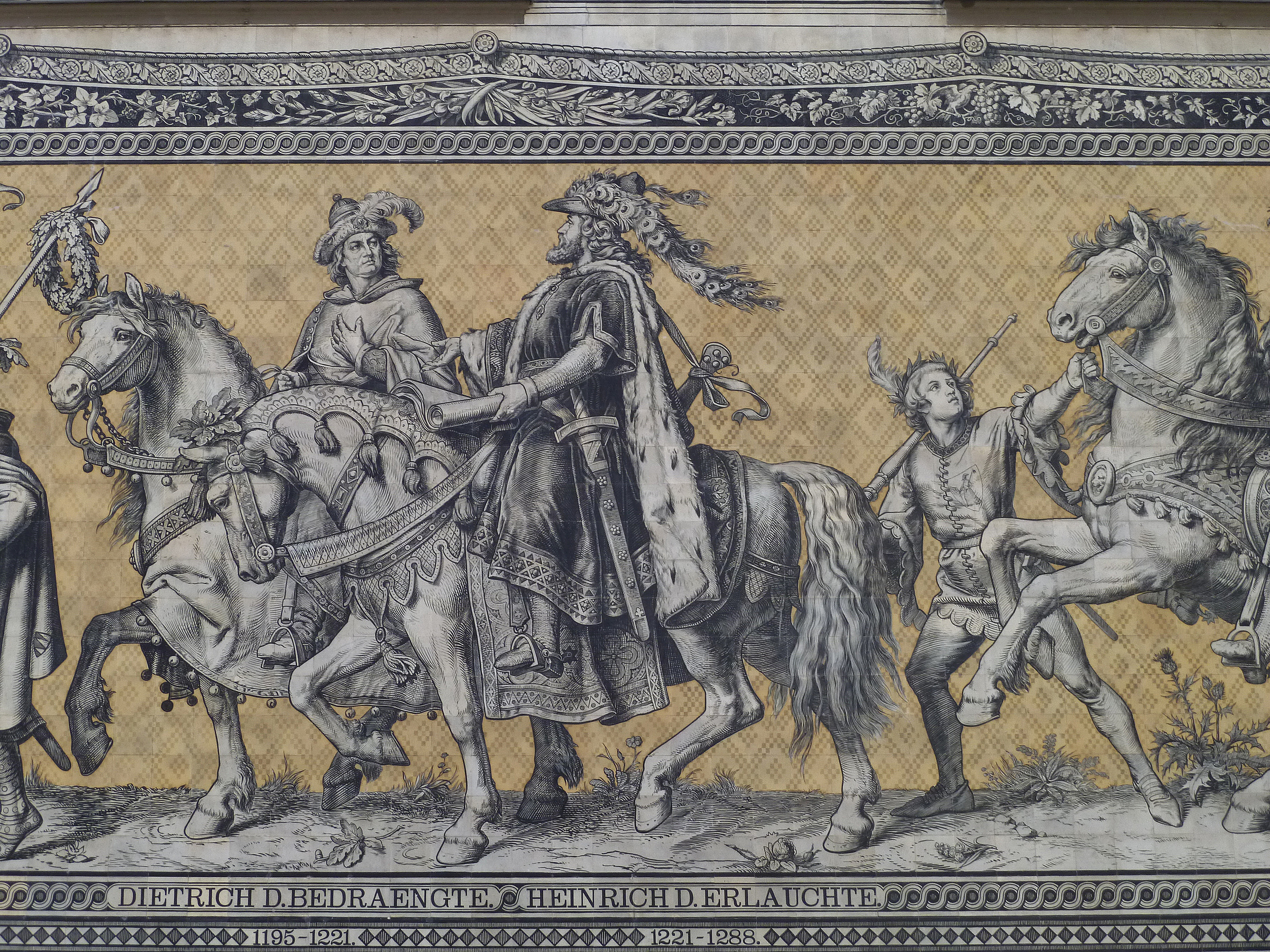
Dietrich I și Henric al III-lea, margrafi de Meissen (detaliu din Fürstenzug, Palatul din Dresda)

După moartea lui Albert, survenită în 1195, în lipsa unor moștenitori direcți ai acestuia, Meissen, cu bogatele sale mine, a fost preluat de împăratul Henric al VI-lea de Hohenstaufen, ca feudă a Sfântului Imperiu Roman. În cele din urmă, Dietrich a reintrat în posesia moștenirii sale, la doi ani după moartea lui Henric.
În timpul luptei pentru putere în imperiul romano-german dusă între Filip de Suabia și Otto de Braunschweig, Filip i-a acordat din nou lui Dietrich stăpânirea asupra mărcii de Meissen. După acel moment, Dietrich s-a aflat în tabăra lui Fillip, rămânând fidel familiei Hohenstaufen chiar și după ce Filip a fost asasinat în 1208.
Dietrich a fost atras în dispute cu cetățenii orașului Leipzig și cu nobilimea din Meißen. După un asediu inutil al orașului Leipzig în 1217, el a fost de acord să treacă la negocieri, însă imediat după aceea a ocupat orașul prin vicleșug, i-a distrus zidurile și a construit trei castele în interiorul cetății, în care au staționat trupele sale.
Margraful Dietrich I a murit în 18 februarie 1221, probabil otrăvit de medicul său, instigat de cetățenii orașului Leipzig și de nobilimea nemulțumită. El a lăsat în urmă o văduvă, Jutta de Turingia, fiica landgrafului Herman I de Turingia. Unii dintre copiii lor se stinseseră deja din viață.

## Căsătorie și descendenți
Dietrich a fost căsătorit cu Iutta de Turingia (1184–1235), fiica landgrafului Hermann I de Turingia. Unii dintre copiii lui Dietrich au murit tineri, însă existența a opt dintre ei este atestată documentar: 
- Hedviga (d. 1249) căsătorită cu contele Dietrich al V-lea de Cleve (n. 1185 – d. 1260);
- Otto (d. înainte de 1215);
- Sofia (d. 1280) căsătorită cu contele Henric de Henneberg-Schleusingen (d. 1262);
- Conrad (fiu nelegitim), călugăr la Mănăstirea Petersberg din Erfurt;
- Iutta;
- Henric cel Ilustru (n.c. 1215 – d. 1288), 1221 margraf de Meissen și Luzacia, din 1247 și conte palatin de Saxonia și landgraf de Turingia;
- Dietrich (fiu nelegitim, n.c. 1190 – d. 1272), episcop de Naumburg;
- Heinrich (fiu nelegitim, d. 1259), prevost al Catedralei din Meissen.